# Colville-Okanagan
|  | Per a altres significats, vegeu «llengua okanagan». |

Els okanagon o colville-okanagon són una tribu ameríndia de llengua salish. Vivien als marges del riu  Okanogon, prop de la cascada Okanogoan a la desembocadura del Similkameen, a cavall del que avui és la frontera entre el Canadà i els Estats Units.
La reserva es va crear el 1872 quan el govern dels Estats Units va constrènyer dotze grups indians a viure en un territori molt més petit que el seu país original.
El 1956 el govern canadenc va considerar la branca dels sinixt – que vivia a la Colúmbia Britànica – extingida al Canadà després de la mort d'Annie Joseph. La resta del grup havia sigut empès cap a l'estat de Washington a la reserva de Colville al començament del segle xx. El 2017, considerats com els descendents dels Sinixts, van guanyar un plet davant la Cort suprema del Canadà que restaurava llurs drets de caça. La cort va decidir: «Excloure els pobles aborígens que van mudar o van ser coercits a mudar, o el territori dels quals estava dividit per una frontera, augmentaria la injustícia del colonialisme.»
El plet va ser la conseqüència d'una multa donat a Rick Desautel per caçar sense permís al Canadà el 2010. El problema va sorgir quan a mitjan segle xx es va traçar de manera arbitrària la frontera entre el Canadà i els Estats Units i que el Canadà va empènyer els aborígens cap al sud.
La reserva Colville té una superfície de 11.430 km² i es troba a l'estat de Washington als Estats Units.
El seu nom prové de Okanā'qēn, Okaāqē'nix, o Okinā'qēn. Es dividien en tres branques:
- les d'Alt Similkameen, amb els Ntkaihelok (Ntkai'xelôx), Snazaist (Snäzäi'st), Tcutcuwiha (Tcutcuwî'xa) o Tcutcawiha (Tcutcawī'xa)
- la d'Ashnola, amb Ashnola (Acnū'1ôx), Nsrepus (Nsre'pus) i Skanek (sa'nEx)
- les del baix Similkameen, amb KekerEmyeaus (KekerEmyē'aus), Keremyeus (KerEmye'us), Nkura-elok (Nkuraē'lôx), Ntleuktan (Ntleuxta'n), Skemkain (Skemquai'n), i  Smelalok (Smela'lox).

## Persones destacades
- Mourning Dove (1888-1936), escriptora